# Miguel Tedde Neto
Miguel Tedde Netto (Rincão, São Paulo, 1926 - São Paulo, 3 de abril de 2013[carece de fontes?]) foi um advogado, empresário e ex-político brasileiro. Foi vereador por quatro mandatos: de 1948 a 1951; de 1956 a 1959; de 1960 a 1963; de 1969 a 1973. Em seu último mandato foi Presidente da Câmara Municipal de Araraquara.

## Biografia
Miguel Tedde, como é conhecido, nasceu em Rincão mas, desde cedo, estabeleceu-se em Araraquara para estudar. Após concluir seus estudos do ensino médio, foi para São Paulo estudar Direito, onde formou-se na Faculdade São Francisco. Completados seus estudos no ensino superior, Miguel Tedde retorna a Araraquara, para montar seu escritório de advocacia.
Casou-se com D. Marialice Lia Tedde e teve 5 filhos: Miguel, Pedro (que seguiu os caminhos do pai, interessando-se pela política), Maria Isabel, Maria Teresa e Maria Elisa.
Miguel Lia Tedde trabalha como cirurgião no hospital Sírio-Libanês, em São Paulo.
Miguel Tedde foi vereador por quatro mandatos e presidente da Câmara Municipal em 1969 na cidade de Araraquara.
Possui quatro irmãos: José Afonso (falecido), Helena Tedde Bazilio, Carlos Tedde e Camilo Tedde.
Morreu dia 3 de maio de 2013[carece de fontes?] no Hospital Sírio Libanês, em São Paulo, por complicações de saúde.